# Albrecht Thaer
Albrecht Daniel Thaer (Celle, 14 maggio 1752 – Wriezen, 26 ottobre 1828) è stato un agronomo tedesco molto rinomato in Germania e un sostenitore della teoria dell'importanza dell'humus per la nutrizione della pianta.
Il suo libro di quattro volumi (Principii dell'agricoltura razionale, 1809-1812) è stato tradotto in inglese molto tempo dopo la sua morte, nel 1844, ma le sue teorie erano largamente accettate nel corso di buona parte del XIX secolo.

## Biografia
Nel 1786 fondò una scuola a Celle, ora in Bassa Sassonia, che è stata successivamente a lui dedicata (Albrecht-Thaer-Schule). Ci sono due statue conosciute di Albrecht Thaer nel mondo: una a Berlino (in Schinkelplatz) e l'altra a Kadaň, Repubblica Ceca (davanti alla scuola di agricoltura).
Albrecht Thaer è stato considerato il più importante agronomo europeo nello scorcio tra il Settecento e l'Ottocento: Thaer ha riassunto l'immenso lavoro delle decine di agronomi inglesi che nel corso del Settecento hanno proceduto a migliaia di esperienze interessanti, mirando a creare nuove rotazioni, ma senza riuscire mai a fondare una teoria razionale delle rotazioni, e ha creato la teoria che mancava, la teoria di cui, poi, saranno due agronomi inglesi, John Lawes ed Henry Gilbert, a sviluppare le conseguenze più significative, creando il sistema di congnizioni che è alla base dell'agricoltura moderna.

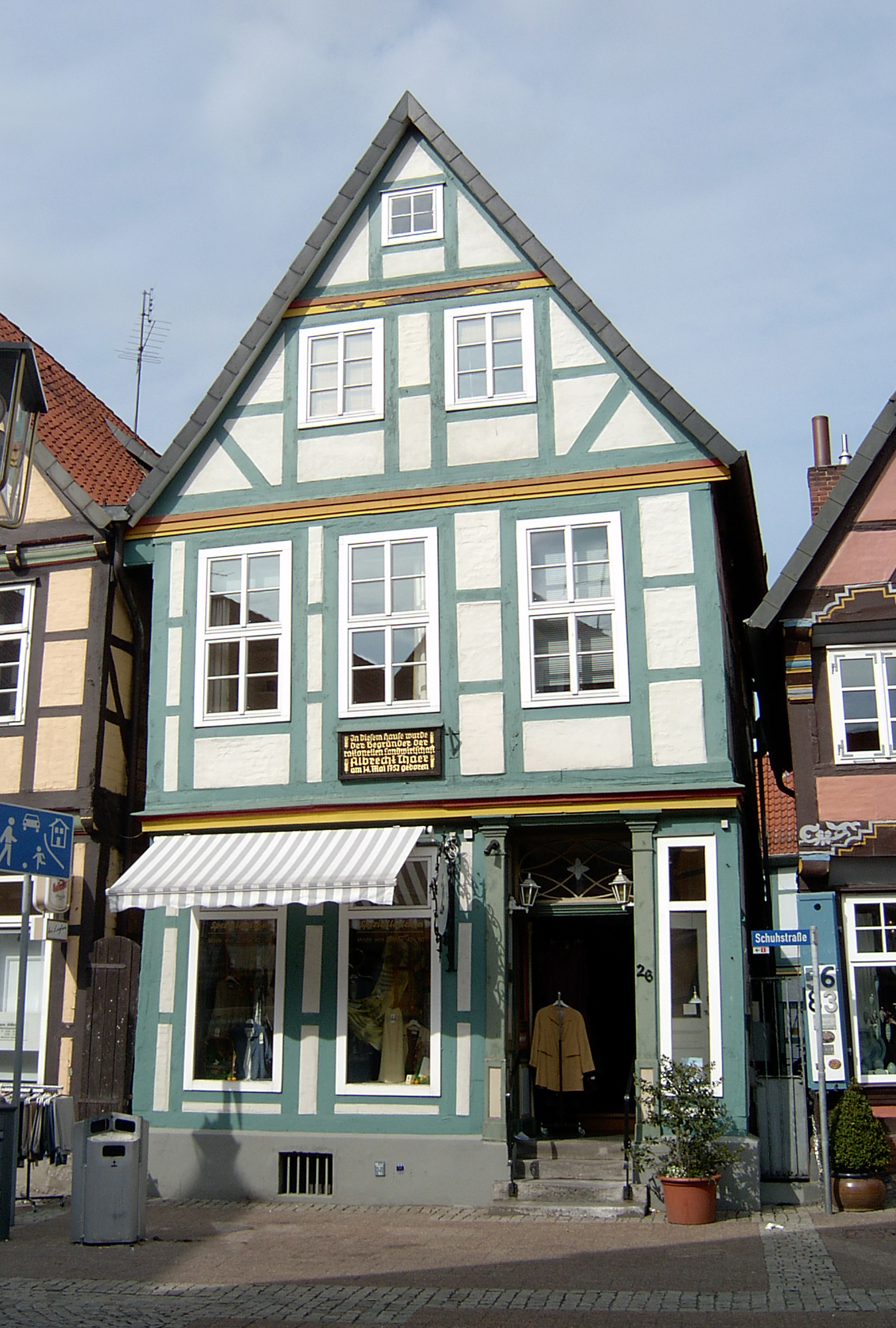
Casa di Albrecht Thaer a Celle

Così l'immensa biblioteca degli scrittori britannici del Settecento, John Mortimer, Francis Home, Jethro Tull, Arthur Young ed i loro epigoni trovano in Thaer la sintesi organica, la sintesi che saranno ancora agronomi inglesi a sviluppare fino alle conseguenze ultime. Sempre secondo tale giudizio Thaer grande sostenitore della rotazione agraria manca di percezione del futuro, forse, sul terreno della chimica, sul quale non capisce il ruolo chiave che la chimica assumerà, nei decenni successivi, per il progresso teorico e pratico dell'agricoltura e di cui la figura più nota è Justus von Liebig.

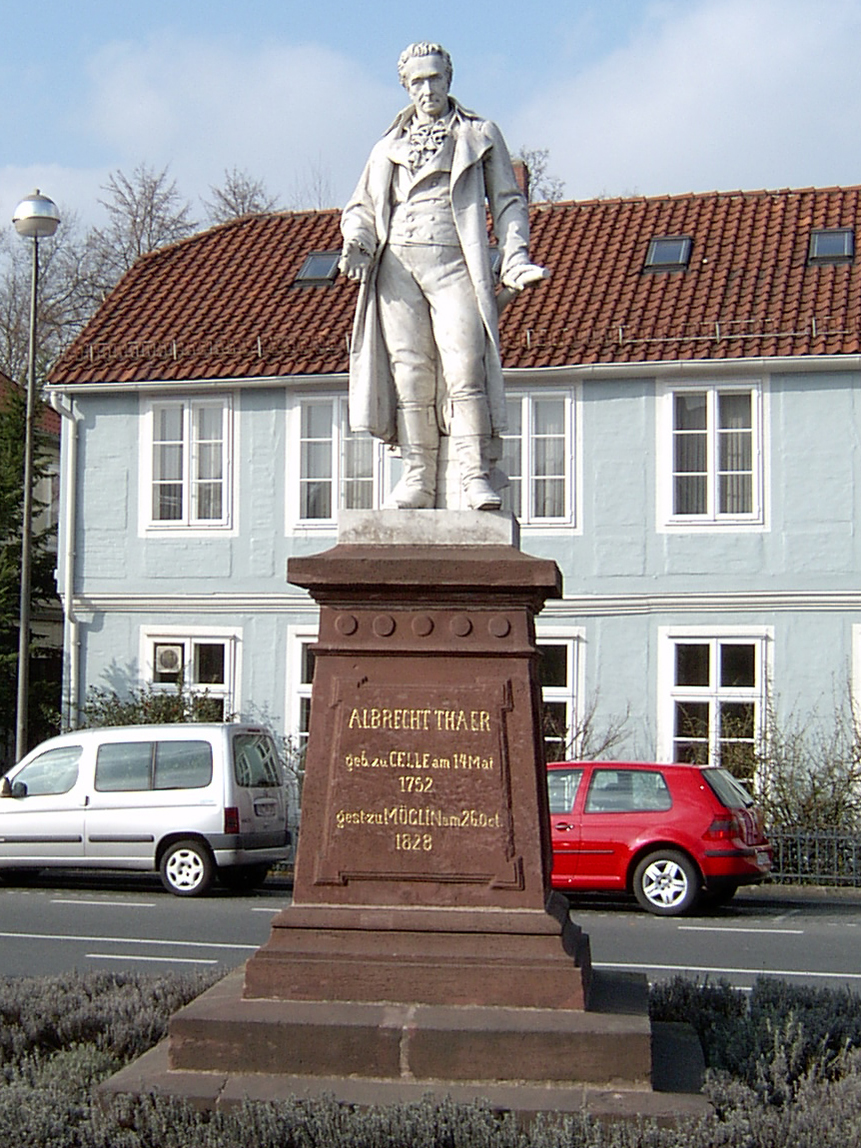
Statua di Albrecht Thaer a Celle

Tra i meriti di cui Thaer andava particolarmente fiero c'è quello di aver diffuso la coltivazione della patata in Germania, con accurati studi agronomici per adattare la coltivazione al clima tedesco, con un compito paragonabile a quello di Parmentier in Francia